# Néphéritès Ier
Néphéritès Ier est sans doute un militaire issu de la ville de Mendès. Il est le fondateur de la XXIXe dynastie, élevant sa ville natale au statut de capitale du pays.

## Règne

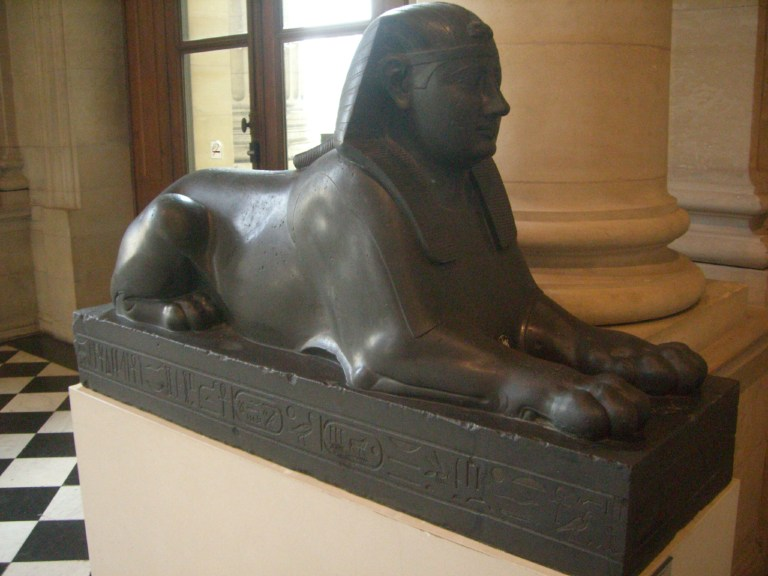
Sphinx aux noms de Néphéritès Ier

On ne sait pas grand-chose de la façon dont Néphéritès Ier succède à Amyrtée en 399 av. J.-C. et rien n'indique qu'il y ait eu des violences à travers le pays, bien qu'un document unique, un papyrus araméen conservé au Musée de Brooklyn, laisse entendre qu'il y aurait eu lutte ouverte entre le fondateur de la XXIXe dynastie et son prédécesseur : Néphéritès aurait capturé Amyrtée et l'aurait fait mettre à mort à Memphis avant d'établir sa capitale dans sa ville natale Mendès.
Les fouilles assurées par le Brooklyn Museum et l'université de New York ont confirmé son activité de constructeur sur le site.
En l'an 2 de son règne, un Apis meurt et est enterré à Saqqarah.

## Sépulture
|                    | Néphéritès Ier                  |  |
| ------------------ | ------------------------------- |  |
| Type               | Tombeau                         |  |
|                    |                                 |  |
| Emplacement        | Nécropole royale de Mendès      |  |
| Date de découverte | 1992                            |  |
| Découvreur         | Donald Bruce Redford            |  |
| Fouilles           | 1992 - 1993                     |  |
| Objets découverts  | Sarcophage royal brisé Ouchebti |  |

La tombe de Néphéritès est localisée à Mendès sa capitale selon les sources antiques. Elle aurait été pillée par Artaxerxès III lors de la seconde invasion perse.
En 1992, une équipe conjointe d'égyptologues de l'Université de Toronto et de celle de Washington a en effet identifié la tombe du roi à Mendès. Outre les restes du sarcophage royal et de débris du viatique funéraire, les fouilles ont aussi permis de confirmer que la nécropole a été saccagée lors de l'occupation perse.